# Unité urbaine de Vic-en-Bigorre
L'unité urbaine de Vic-en-Bigorre est une unité urbaine française centrée sur la commune de Vic-en-Bigorre, dans les Hautes-Pyrénées.

## Données générales
En 2010, selon l'Insee, l'unité urbaine n'était composée que d'une seule commune constituant une ville isolée.
En 2020, à la suite d'un nouveau zonage, elle est composée de deux communes, la commune de Camalès ayant été ajoutée au périmètre.
En 2022, avec 5 207 habitants, elle représente la 7e unité urbaine du département des Hautes-Pyrénées.
En 2022, sa densité de population s'élève à 143 hab/km2. Par sa superficie, elle représente 0,82 % du territoire départemental et, par sa population, elle regroupe 2,25 % de la population du département des Hautes-Pyrénées.

## Composition 2020 de l'unité urbaine
Elle est composée des deux communes suivantes :
| Nom                           | Code Insee | Département     | Statut       | Superficie (km2) | Population (dernière pop. légale) | Densité (hab./km2) | Modifier                                    |
| ----------------------------- | ---------- | --------------- | ------------ | ---------------- | --------------------------------- | ------------------ | ------------------------------------------- |
| Vic-en-Bigorre (ville-centre) | 65460      | Hautes-Pyrénées | ville-centre | 31,86            | 4 830 (2022)                      | 152                | modifier les données · modifier les données |
| Camalès                       | 65121      | Hautes-Pyrénées | banlieue     | 4,67             | 377 (2022)                        | 81                 | modifier les données · modifier les données |

## Évolution démographique
| 1968  | 1975  | 1982  | 1990  | 1999  | 2010  | 2015  | 2022  |
| ----- | ----- | ----- | ----- | ----- | ----- | ----- | ----- |
| 4 718 | 4 898 | 4 950 | 5 307 | 5 168 | 5 715 | 5 422 | 5 207 |

#### Données générales
- Unité urbaine en France
- Aire d'attraction d'une ville
- Liste des unités urbaines de France

#### Données démographiques en rapport avec l'unité urbaine de Vic-en-Bigorre
- Aire d'attraction de Tarbes
- Arrondissement de Tarbes

#### Données démographiques en rapport avec les Hautes-Pyrénées
- Démographie des Hautes-Pyrénées